# Abbaye Notre-Dame de Livry
Pour les articles homonymes, voir Abbaye Notre-Dame et Livry.
L'abbaye de Notre-Dame à Livry-Gargan (Seine-Saint-Denis) fut construite vers 1197 sur une terre donnée par Guillaume IV de Garlande en mémoire de son fils Thibaut tué au service du roi. Sa tombe sera la base d’un oratoire puis d’une chapelle dite Notre-Dame des Brûlis. Autour, sera édifiée l'abbaye augustine Notre-Dame de Livry.
Philippe-Auguste voulut la rendre indépendante de l'abbaye Saint-Vincent de Senlis. Il racheta aux chanoines de Senlis, alors installés dans l'abbaye, tous les biens que Guillaume V de Garlande (fils de Guillaume IV) leur avait concédés. À partir de ce rachat, l'abbaye acquit son autonomie.

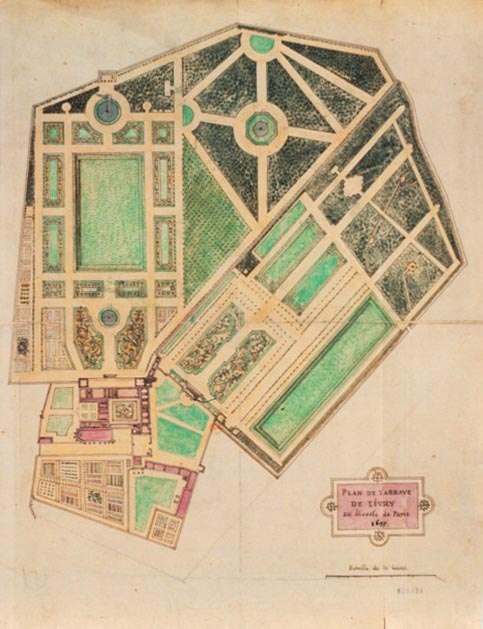
Plan de l'abbaye de Livry au diocèse de Paris (1697).

L'abbaye fut placée sous le patronage de la Vierge Marie et consacrée par Eudes de Sully, alors évêque de Paris, en 1197. Les religieux qui y habitaient avaient pour mission de garder le tombeau des Garlande, et priaient Dieu pour le repos de l'âme de ce seigneur. La vie monastique était partagée entre l'étude, la psalmodie, le travail manuel, l'obéissance, et la pauvreté. Une quarantaine d'abbés se succédèrent jusqu'à la Révolution.
Vers 1500, l'abbaye connut une réforme : les abbés devaient être choisis comme chanoines réguliers de saint Augustin. Mais la paix fut troublée en 1544, lorsque François Ier conféra le titre d'abbé à un religieux de l'ordre des Ermites de saint Augustin. Comme les règles divergeaient, il s'ensuivit un désordre sans nom.
L'abbaye accueillit de nombreux hôtes illustres, dont l'abbé de Coulanges  et Madame de Sévigné, vers 1667.

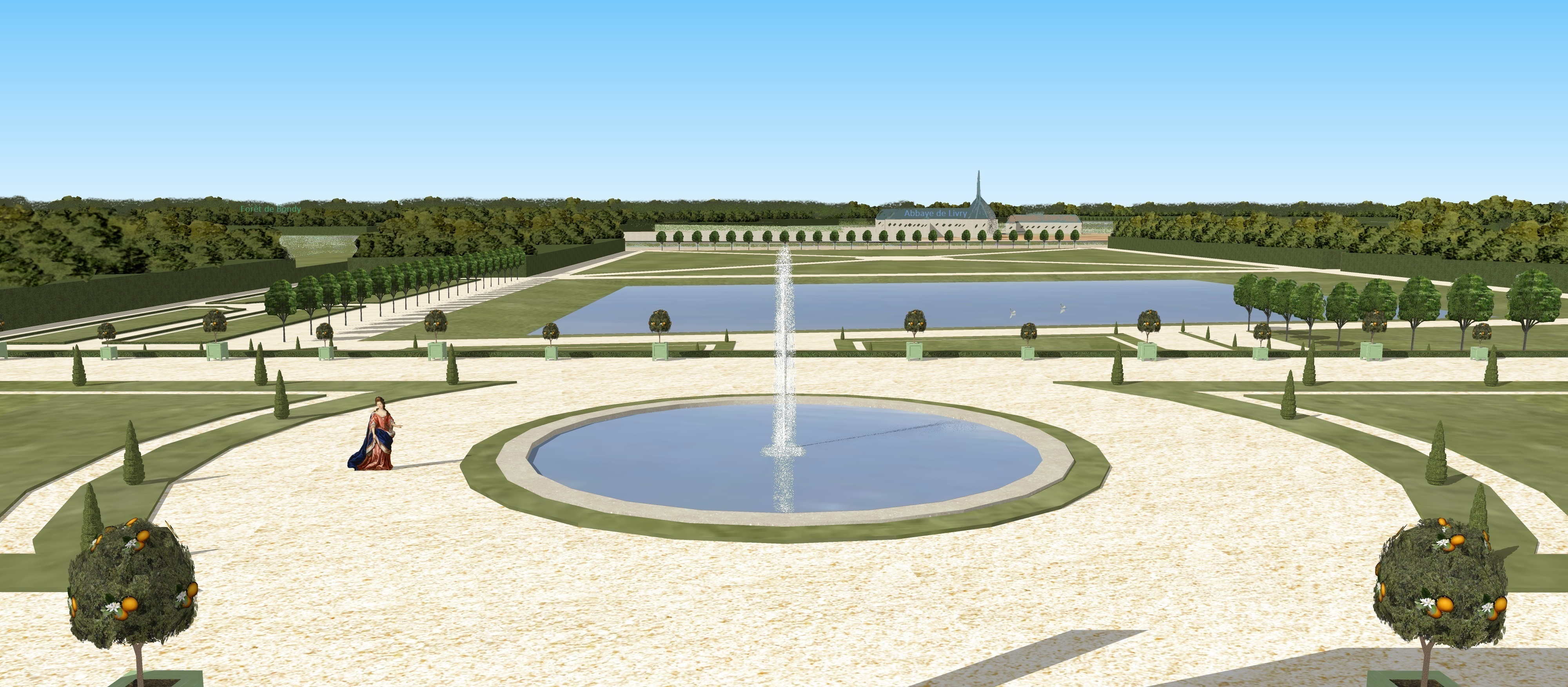
Restitution de la vue sur l'abbaye de Livry depuis le château de Clichy-sous-Bois (actuelle mairie), vers 1740.

## Liste des abbés
- 1201-1207 : Guillaume
- 1207-1231 : Athon
- 1231-1240 : Yves Ier
- 1240-1242 : Pierre Ier
- 1242-1244 : Yves II
- 1244-1264 : Thierry
- 1264-1269 : Julien
- 1269-1289 : Evroin
- 1289-1295 : Jean Ier de Châteaufort
- 1295-1304 : Eustache
- 1304-1323 : Eudes
- 1323-13?? : Arnoul
- 13??-1379 : Robert Ier
- 1379-1403 : Pierre II
- 1403-1412 : Robert II
- 1412-1423 : Jean II
- 1423-1457 : Étienne Ier de La Roë
- 1457-1461 : Olivier Vincent
- 1461-1474 : Jean III Le Breton
- 1474-1492 : Philippe Bourgoin
- 1492-1499 : Charles Ier du Hautbois
- 1499-1500 : Nicolas de Hacqueville
- 1500-1501 : Jean IV Mauburne
- 1501-1502 : Jean V de La Vigne
- 1502-1504 : Reynier Chottien
- 1504-1513 : Martin Deschamps
- 1513-1520 : Jean VI Coulomb
- 1520-1533 : Jean VII Bienvenüe
- 1533-1544 : Florent Le Picart
- 1544-1564 : Charles II Ardier
- 1564-1575 : Jacques Fourré
- 1575-1590 : Antoine Abelly
- 1590-1598 : Étienne II de Bologne
- 1598-1604 : Louis Ier de Bologne
- 1604-1614 : Claude Coquelet
- 1614-1618 : André de Lizza
- 1618-1627 : Jean VIII Roger de Foix-Rabat
- 1627-1687 : Christophe de Coulanges
- 1687-1689 : Jean-Jacques Séguier de La Verrière
- 1689-1702 : Denis Sanguin de Saint-Pavin de Livry
- 1702-1729 : François Sanguin de Livry
- 1729-1739 : Louis II Marie Sanguin de Livry
- 1739-1745 : Louis III Sanguin de Livry
- 1745-1756 : Edme-Claude-François Gagne de Perrigny
- 1757-1771 : Jean-Baptiste-Antoine de Malherbe
- 1771-1781 : Élisabeth-Théodose Le Tonnelier de Breteuil
- 1782-1790 : Louis IV Étienne de Saint-Farre (es)

Source : Gallia Chrsitiana